# Pješčanica
Pješčanica is een plaats in de gemeente Gvozd in de Kroatische provincie Sisak-Moslavina. De plaats telt 222 inwoners (2001).